# 观堂镇 (鹿邑县)
观堂镇，是中华人民共和国河南省周口市鹿邑县下辖的一个乡镇级行政单位。

## 行政区划
观堂镇下辖以下地区：
观堂社区、大翟社区、杨塘坊社区、杂姓营村、杨庄村、李梅村、李大槐村、四所楼村、牛王庙村、闫关村、何堂村、郭窑村、杜楼村、黄桥村、桥口村、前杨楼村、梅沟村、陈方村、孙庄村、木庙村、蔡口村、巴里村、白庙村、孙庙村和大曹村。